# Ramón Isidro Ditrén Díaz
Ramón Isidro Ditrén Díaz (Santo Domingo de Guzmán, 2 de enero de 1933-Santo Domingo, 22 de marzo de 2010) fue un maestro de obras, cooperativista, ensayista, poeta y cuentista dominicano. Es conocido por ser uno de los pioneros del Movimiento cooperativo dominicano, presidente y fundador de la Asociación de Maestros Constructores y Vicepresidente Ejecutivo del Instituto de Desarrollo y Crédito Cooperativo (IDECOOP).

## Reseña biográfica

### Nacimiento e infancia
Hijo de Juan Ditrén Martínez y Corina Díaz Linares (18 de agosto de 1909 - 23 de abril de 1949). 
Nació en la Ciudad Colonial de la Ciudad de Santo Domingo de Guzmán, en una corta calle llamada Ozama que dejó de existir junto al Play Gimnasio Escolar, que estaba situado justo frente a donde está hoy el Obelisco Trujillo Hall, que el pueblo ha llamado el obelisco hembra, al lado del lugar que ocupa hoy ese obelisco estaba el matadero de Santo Domingo al final de los años 30, y al lado del matadero funcionaba el Friquitín La Chorrera, la fonda popular más grande de la Zona Colonial. La propietaria de dicho negocio era Mercedes Martínez (CECÉ), (que vivió hasta los 97 años) quien fuera su bisabuela paterna.

### Comienzos
Su vida fue tortuosa y difícil, por la separación de sus padres, por lo que su edad productiva inicio muy pronto, pues era el mayor de 6 hermanos: Felipe Andrés (fallecido), José del Carmen (fallecido), Francisco de Jesús, Altagracia Elena, Rafael Antonio (fallecido), Ramón (fallecido), José María (fallecido).

## Cargos desempeñados en el ámbito del Movimiento Cooperativo
- Ingreso Oficial en febrero de 1954 a La Cooperativa de Ahorro y Crédito María Auxiliadora, Inc.
- Primer Vocal Del Consejo De Administración Cooperativa De Ahorro Y Crédito María Auxiliadora, 1954.
- Tesorero Cooperativa María Auxiliadora, Inc., 1955.
- Presidente de la Cooperativa de Ahorro y Crédito María Auxiliadora, Inc., 1956-1957.
- Presidente de la Federación Dominicana de Cooperativas, Inc. (FEDOCOOP), 1958-1959.
- Miembro del Consejo de Directores del Instituto de Desarrollo y Crédito (IDECOOP)  1967 Decreto 68-92, 1970 mediante decreto 9195, 1983 decreto 9607, 1992 mediante decreto 68-92
- Vocal Federación Dominicana de Cooperativas, Inc. (FEDOCOOP), 1959-1962.
- Profesor de Matemáticas, Colegio Méndez Santos, Santo Domingo, 1959-1963.
- Sub-Administrador de la Federación Dominicana de Cooperativas, Inc., FEDOCOOP, 1963-1965.
- Fundador de la Federación Quisqueyana de Cooperativas de Consumo, 1964-1967.
- Cofundador de la Federación Nacional de las Cooperativas Agropecuarias, FENACOOF 1967.
- Fundador de la Confederación Dominicana de Cooperativas, Inc. (CODOCOOP), 1964.
- Director Ejecutivo de la Confederación Dominicana de Cooperativas, Inc., (CODOCOOP), 1975-1976
- Sub-Administrador del Instituto de Desarrollo y Crédito Cooperativo, IDECOOP, 1975-1976.
- Vicepresidente del Instituto Dominicano de Estudios Socioeconómicos (IDES). 1966.
- Vicepresidente del Instituto de Educación Rural (IDER), 1966-1970).
- Vocal del Instituto de Servicio a Comunidades Urbanas (ISCU), 1966-1970.
- Vocal del Instituto de Servicios Agrarios (IDSA), 1967- 1969.
- Fundador y Director de la Revista Cooperemos. 1967- 1970.
- Vocal de la Organización de Cooperativas de América, 1968-1970.
- Editor del periódico El Cooperador Dominicano. 2.ª Etapa. 1962-1968, siendo Director de ese periódico.
- Fundador y Director del periódico Ecos Cooperativos, órgano de difusión de la Cooperativa de Ahorro v Crédito “María Auxiliadora”, Inc. 1978-79.
- Fundador de la Publicación CODOCOOP Informa. órgano de difusión de la Confederación Dominicana de Cooperativas, Inc (CODOCOOP), 1984-1985.[1]
- Dirigió más de un centenar de cursillos, jornadas y seminarios sobre Cooperativismo.
- Escribió decenas de artículos sobre cooperativismo en el Listín Diario, Última Hora. El Caribe y otros medios de información.
- Asesor de la Federación Nacional Cooperativas Agropecuarias, Inc. (FENACOOP), 1980-1982.
- Vicepresidente de la Confederación Dominicana de Cooperativas Inc. (CODOCOOP), 1983.
- Presidente de la Financiera para el Desarrollo y la Cooperación (FICOOP), septiembre-noviembre, 1983
- Director Ejecutivo (interino) y vicepresidente de la Confederación Dominicana de Cooperativas. Inc. (CODOCOOP). noviembre de 1983 febrero de 1984

## Otros cargos
- Director Ejecutivo de la Confederación Dominicana de Cooperativas, Inc. (CODOCOOP). Febrero 1984-1988.
- Coordinador del Provecto de Consolidación y Fortalecimiento Institucional del Movimiento Cooperativo -Plan Piloto ONAPLAN-, 1984-1986.
- Asesor de la Asociación de Maestros Constructores de Obras Autorizados, Inc. (AMACOA)
- Representante de la Organización Cooperativa de América (OCA) en la República Dominicana, 1984.
- Comisario del Banco de Desarrollo y la Producción (BADEPRO), 1985-1987.
- Miembro de la junta de Directores del Banco de los Trabajadores Dominicanos, 1986-1988.
- Tesorero de la Cooperativa “CAJACA”
- Comisario del Banco de Desarrollo y la Producción (BADEPRO). 1985-1987.
- Presidente del Banco de Desarrollo y la Producción (BADEPRO) 1988-1990
- Cofundador de la Cooperativa Nacional de Seguros (COOPSEGUROS).
- Comisario desde la fundación de la Cooperativa Nacional de Seguros (COOPSEGUROS) hasta 1994.
- Presidente de la Cooperativa Nacional de Seguros (COOPSEGUROS) 1994-1995.

## Logros en el ámbito del sector construcción
- En el ejercicio de su profesión del Maestro Constructor de Obras, ha construido, entre otras, las siguientes Construcciones
- Dirigió la construcción de 15 viviendas, en el proyecto original El Millón, bajo las órdenes del Ingeniero Julio Fortuna, 1974
- De 10 viviendas en el provecto, Ensanche Espaillat bajo la dirección del ingeniero J. M. Carías, año 1961.
- De 5 viviendas dúplex en Puerto Plata, bajo la dirección del ingeniero Gustavo Núñez, 1960.
- Del Politécnico Nuestra Sra. de la Altagracia y Mirador del Ozama, Villa Duarte, bajo la dirección del ingeniero Caonabo Javier Castillo. 1970.
- Politécnico Femenino Nuestra Sra. Del Carmen, Barrio Simón Bolívar, bajo la dirección del ingeniero Caonabo Javier Castillo, 1975.
- De los condominios familiares en el sector de Bella Vista, Santo Domingo. Compañía de Construcciones CAJACA, 1976- 1981.
- Silos de almacenamiento: Cervecería Nacional. Compañía: Borrel y Asociados, 1974.
- Edificio Procuraduría General de la República, Centro de Héroes, 1984.
- Palacio de Justicia, Ciudad Nueva, 1 981.
- Varias Escuelas rurales, 1981-1985.
- Constructor adjunto de los tanques de almacenamiento de agua. Acueducto Valdesia-Santo Domingo. Consorcio DETOJACA.
- Construcción almacenes: Las Matas de Farfán, propiedad de INESPRE.
- Construcción almacén, Moca propiedad de INESPRE.
- Construcción de más de 200 obras: viviendas, canales, puentes, contenes, tanques de agua, abrevaderos, etc., en todo el territorio nacional.

## Vida personal
Contrajo matrimonio el domingo 15 de enero de 1956 con Paulina Caridad Flores Gutiérrez,  en la Iglesia Parroquial María Auxiliadora del sector María Auxiliadora. Procreó 10 Hijos, 8 con Paulina Caridad Flores Gutiérrez: Vicente Ignacio Ditrén Flores, Leandra Altagracia, Fredesvinda Verónica, Ramona Melania, Juan Felipe de Jesús, Ramón Dionicio, María Elena y Juan Carlos Ditrén Flores. De otra unión con Martha Perdomo, procreó a Mirtha Genoveva y Ramón Oscar Ditrén Perdomo.

## Premios y reconocimientos
- Condecoración de Duarte, Sánchez y Mella en el Grado de Oficial. Decreto No.288 de fecha 9 de agosto de 1997 del presidente de la República Dominicana, Dr. Leonel Fernández. La investidura se llevó a efecto el 19 de octubre de 1998, en el Salón Verde del Ministerio de Relaciones Exteriores.[3]
- El 7 de diciembre de 1998, la fundación y Premios Esencias del km 12 y zonas aledañas, le otorgaron reconocimiento, descanso en él: “Por haber hecho realidad el precio de su deber como ciudadano y padre ejemplar al extremo de lograr convertirse en un ejemplo a imitar”. Santo Domingo.
- En fecha 3 de diciembre de 1995 La Fundación Quisqueya le otorgó un reconocimiento: “En mérito a una ya larga dedicación abnegada, sincera y sin pausas, a las mejoras causas para rendición socioeconómica del pueblo, cooperativismo, sindicalismo, mutualismo.” Santo Domingo.
- La cooperativa de Servicios Múltiples Amor y Paz, Inc. radicada en La Mata, de Cotuí, le otorgó el 30 de octubre de 1988 un reconocimiento “por su apoyo al desarrollo de esta cooperativa”. Cotuí, provincia Sánchez Ramírez.
- El 18 de diciembre de 1998 los participantes del 7.º Curso Para Maestros Constructores de Obras celebrado por AMACOA le otorgaron un reconocimiento por ser “Un excelente ejemplo de: superación en el trabajo y el estudio, constancia en el deber cumplido, sacrificio en el esfuerzo constante, consagración en la reivindicación de su clase (obrera), ciudadano cabal, pionero, luchador, educador del movimiento cooperativista en el país. Santo Domingo, D.N.
- Las cooperativas del Cibao le otorgaron un pergamino, “como reconocimiento a su meritoria labor al servicio del movimiento cooperativo en su 25 aniversario”. Santiago de los Caballeros a los 4 días del mes de agosto del año 1976.
- Los grupos 2 y 6 del curso número uno de AMACOA le otorgó el reconocimiento “Por su gran labor en ci tecnicismo de los Maestros Constructores” 8 de marzo de 1980. Santo Domingo.
- La asociación de Maestros Constructores de Obras Autorizados, AMACOA, en fecha 29 de abril de 1988 le otorga un reconocimiento por la ingente labor y colaboración en beneficio de la Institución. Santo Domingo.
- El Centro Dominicano de Organizaciones de Interés Social -CEDOIS- y el Instituto Nacional de Formación Técnico Profesional -INFOTEP-, le otorga un certificado por haber participado en el Seminario de Desarrollo Gerencial para Instituciones no Lucrativas, celebrado en marzo del año 1985. Santo Domingo, D.N.
- El Estado de Israel, el Instituto de Desarrollo y Crédito Cooperativo y la Confederación Dominicana de Cooperativas, otorgaron certificado, en reconocimiento a la participación en el Curso Mobil de Transporte, celebrado en Santo Domingo, del 23 de mayo al 9 de junio de 1988. Santo Domingo, D. N.
- La Confederación de Cooperativas del Caribe y Centro América, CCC-CA. Confederación Dominicana de Cooperativas, el Instituto de Desarrollo y Crédito Cooperativo, otorgan certificado, en reconocimiento a la participación en el Seminario Taller sobre Comercialización Agropecuaria Cooperativa, celebrado en Santo Domingo, del 4 al 8 de abril de 1988.
- Las sociedades Cooperativas de la Región Nordeste otorgan pergamino de reconocimiento, “por estar consciente de mi preocupación por impulsar el movimiento cooperativo, así como su inquietud y perseverancia en preparar el personal humano tanto dentro como en el exterior del país, en procura de su adiestramiento en este que hacer reivindicador, queremos dejar constancia mediante este certificado de reconocimiento, de todo este sacrificio y esfuerzo porque hoy en República Dominicana, el movimiento cooperativo sea una realidad”. Octubre del año 1988. Cotuí.
- La Universidad Católica Santo Domingo le otorgó un pergamino de reconocimiento, para honrar sus valiosos servicios prestados como precursor del cooperativismo dominicano en el área de Educación Popular, 28 de octubre de 1997. Santo Domingo, D.N.
- El Centro de estudios Democráticos de América Latina -CEDAL-, La Organización Internacional del Trabajo, OIT, La Fredrich - Ebert Stiftung de la República F. Alemana y el Ministerio de Trabajo y Bienestar Social de Costar Rica certifican que participó en el Seminario Latinoamericano sobre Sindicatos y Cooperativas. Costa Rica, del 9 al 15 de agosto de 1970.
- Del 25 al 28 de noviembre de 1987 La Intendencia Municipal de Montevideo, Uruguay le otorgó una constancia “Por la participación en las Jornadas de Trabajo sobre el diseño de programas financieros para cooperativas de trabajo y empresas de economía Social”. República del Uruguay.
- La Universidad Autónoma de Santo Domingo, Facultad de Filosofía y Educación, le otorgó un certificado para dejar constancia de mi participación en el cursillo de verano ofrecido por esa Facultad del 21 de julio al 1 de septiembre de 1964.
- El ministerio de Relaciones Exteriores del estado de Israel, la Confederación General de los Trabajadores de Israel y la Organización de los Estados Americanos certifican que participó en la Conferencia - Seminario de Altos Dirigentes Cooperativistas Latino Americanos. Jerusalén, Israel 1965.
- En fecha 27 de febrero de 1990 la Asociación de Maestros Constructores de Obras Autorizados AMACOA, otorga un certificado en reconocimiento a la labor y colaboración en beneficios de la institución.
- El Instituto de Desarrollo y Crédito Cooperativo, Confederación de Cooperativas del Caribe y Centroamérica CCC-CA y el Estado de Israel le otorgaron certificado en reconocimiento a la participación en el CURSO ESPECIAL DE TRANSPORTE 29 de marzo al 5 de abril de 1989.
- El Instituto de Desarrollo y Crédito Cooperativo, IDECOOP, le otorgó un pergamino de reconocimiento por apoyo decidido a la gestión administrativa del Lic. Javier Peña Núñez 17 de enero de 1985.
- El Instituto Dominicano del Cemento y del Concreto le otorgó un certificado en reconocimiento a la participación en el Primer Simposio Centro Americano y del Caribe sobre enseñanza del concreto. Santo Domingo, del 15 al 18 de julio de 1979.
- En fecha 17 de abril de 1968, recibió un certificado de la Oficina Nacional de Administración y Personal, Secretariado Técnico de la Presidencia, por haber cumplido con los requisitos establecido y asistido regularmente a las clases y prácticas del curso Organización y métodos.
- El instituto de Desarrollo Cooperativo, Confederación Dominicano de Cooperativas, Instituto de Cooperación Ibero Americana y Confederación de Cooperativas del Caribe y Centro América, CCC-CA, le otorgaron un certificado en reconocimiento a la participación y aporte al Primer Seminario Nacional de integración Cooperativa. Santiago, R.D. 23 al 25 de octubre de 1987.
- La Secretaría de Estado de Obras Públicas y Comunicaciones le extendió un diploma por haber cumplido con los requisitos exigidos para optar por la calificación de Maestro de obras de edificaciones. 30 de septiembre de 1980 otorgándole la Licencia correspondiente definitiva sustituyendo la Licencia Provisional N.º 19 del año 1969.
- El ministerio de Trabajo y Seguridad Social de España, celebró en Sevilla - Mondragón el I encuentro Ibero Americano sobre Cooperativismo, Empleo y Desarrollo certificando la asistencia el 11 de diciembre de 1985.
- La Universidad Tecnológica de Santo Domingo, UTESA, le otorgó un certificado por la participación en el Seminario de Cooperativismo. 30 de octubre de 1983. Santiago, RD.
- El Equipo de Seguimiento a la integración compuesta por la Cooperativa Altagracia, Cooperativa Vega Real y Supermercado La Aurora, le otorgó un certificado por haber participado y contribuido con su experiencia en la exitosa celebración del 1.er. Taller Cooperativo de integración en fecha 29 al 31 de julio de 1988. Santiago, R.D .
- La Confederación Dominicana de Cooperativas, CODOCOOP, Confederación de Cooperativas del Caribe y Centro América, CCC-CA, MATCOM. Otorga certificado por la participación en el Curso - Taller Sobre gestión Financiera. Haina 21 al 25 de noviembre de 1988.
- La Confederación Latino Americana de Cooperativas y Mutuales de Trabajadores; Liga de Cooperativas de Puerto Rico; Instituto de Desarrollo y Crédito Cooperativo, IDECOOP; Confederación Dominicana de Cooperativas, CODOCOOP; y el Banco de los Trabajadores Dominicanos; otorgan certificado por la participación en el encuentro “Cooperativismo y Economía Solidaria de Puerto Rico y República Dominicana, del 10 al 12 de febrero de 1993. Santo Domingo.
- La Obra Sindical y Cooperativa celebró el 11 Seminario Cooperativo Iberoamericano en Madrid España, otorgó certificado “Por la valiosa aportación al estudio de los problemas propuestos sobre el cooperativismo agrario en su proyección económica y social”. Madrid, España. Octubre de 1967.
- La Asociación de Maestros Constructores de Obras Autorizados, AMACOA, le otorgó un certificado en reconocimiento en la dirección del II Curso para Maestros de Obras, celebrado del 22 de octubre de 1982 al 29 de enero de 1983.
- El grupo N.º 7 del Primer Curso para Maestros de obras, celebrado por AMACOA, clausurado el 20 de marzo de 1980.
- La Universidad Nacional Pedro Henríquez Ureña y el Instituto de Desarrollo y Crédito Cooperativo le otorgaron el certificado en reconocimiento a la participación en el Seminario Sobre Organización y Promoción de Cooperativas Agropecuarias, celebrado en Jarabacoa en diciembre del año 1974.
- La fundación Alemana para los países en vías de desarrollo, le otorgó un certificado por participar en el Seminario sobre Cooperativismo Agrícola celebrado en la República Alemana del 14 de enero al 9 de febrero de 1963.

## Obra literaria
- Ditrén Díaz, Ramón Isidro (1965). Informe sobre la Conferencia Seminario de Altos Dirigentes Cooperativistas Latinoamericanos celebrada en Israel de Nov. a Dic. de 1965. Santo Domingo. OCLC 255953695.
- Ditrén Díaz, Ramón Isidro (1966). Unidos contra la usura en las cooperativas de crédito. Santo Domingo, R.D. OCLC 255953700.
- Ditrén Díaz, Ramón Isidro (1984). Guía del dirigente : evaluación cooperativa. Instituto Técnico Salesiano. ISBN 1400082773.
- Ditrén Díaz, Ramón Isidro (1998). Control Democrático: Principio Cooperativo Universal Experiencia Dominicana. Dialogo.
- Ditrén Díaz, Ramón Isidro (1993). Literatura Cooperativa: Un aporte a la historia del cooperativismo. Diálogo.